# La Cité des dangers
Pour plus de détails, voir Fiche technique et Distribution.
La Cité des dangers (titre original : Hustle) est un film américain réalisé par Robert Aldrich et sorti en 1975.

## Synopsis
Des enfants en colonie de vacances découvrent le cadavre d'une jeune femme, Gloria Hollinger, sur une plage. Le policier Phil Gaines et son adjoint Louis Belgrave sont chargés de l'affaire, mais elle tourne court car le médecin légiste conclut au suicide par surdose de médicaments. 
Marty, le père de la victime, un vétéran de la guerre de Corée qui en est revenu traumatisé, refuse de croire au suicide. En raison de son insistance, Phil et Louis approfondissent l'enquête et découvrent que Gloria était une strip-teaseuse qui a tourné des films pornographiques ; elle a participé, juste avant sa mort, à une orgie avec Leo Sellers, un avocat mafieux qui a commandité par ailleurs un meurtre. Sellers est aussi un client d'une prostituée française, Nicole Britton, avec qui Phil vit en couple.
Les policiers ne disent à Marty que ce qui ne risque pas de le mettre en danger, mais le vieil homme mène sa propre enquête. Il contraint Peggy, la colocataire de Gloria à lui donner l'identité de Sellers, qu'il a vu sur une photographie avec sa fille et qu'il soupçonne de l'avoir tuée.
Marty se rend chez Leo Sellers et le tue au moment où Phil et Louis arrivent sur place, alertés par Peggy. Pris d'empathie, Phil décide de maquiller la scène du crime afin d'épargner à Marty un probable internement en hôpital psychiatrique.
Phil propose alors à Nicole de le rejoindre à l'aéroport pour partir en voyage. S'arrêtant au passage dans une épicerie pour acheter une bouteille de Bushmills, son whisky préféré, il est pris par hasard dans un braquage et meurt, atteint par une balle. Louis vient annoncer la nouvelle à Nicole qui attend à l'aéroport.

## Fiche technique
- Titre original : Hustle
- Titre français : La Cité des dangers
- Réalisation : Robert Aldrich
- Scénario : Steve Shagan, basé sur son propre roman City of Angels
- Musique : Frank De Vol
- Photographie : Joseph F. Biroc
- Montage : Michael Luciano
- Production : Robert Aldrich
- Sociétés de production : Paramount Pictures & RoBurt
- Société de distribution : Paramount Pictures
- Pays de production :  États-Unis
- Langue : Anglais
- Format : Couleur - Mono - 35 mm - 1.85:1
- Genre : Policier
- Durée : 115 min
- Dates de sortie : 
  - États-Unis : 25 décembre 1975
  - France : 24 mars 1976 [1]
- Affiche : Jouineau Bourduge (France)

## Distribution
- Burt Reynolds (VF : Serge Sauvion) : le lieutenant Phil Gaines
- Catherine Deneuve (VF : elle-même) : Nicole Britton
- Ben Johnson (VF : André Valmy) : Marty Hollinger
- Paul Winfield (VF : Med Hondo) : ke sergent Louis Belgrave
- Eileen Brennan (VF : Paule Emanuele) : Paula Hollinger
- Eddie Albert (VF : Serge Nadaud) : Leo Sellers
- Ernest Borgnine (VF : Henry Djanik) : le chef John Santuro
- Catherine Bach (VF : Sylvie Feit) : Peggy Summers
- Jack Carter (en) (VF : Henri Poirier) : Herbie Dalitz
- James Hampton (VF : Jacques Ferrière) : le chauffeur de bus
- Colleen Brennan : Gloria Hollinger
- David Spielberg (VF : Marc de Georgi) : Jerry Bellamy
- Naomi Stevens (VF : Marie Francey) : la femme prise en otage
- Don Billett (VF : Albert Augier) : le flic en t-shirt
- Hal Baylor (VF : Jean Violette) : le capitaine de police
- Don 'Red' Barry (VF : Alfred Pasquali) : le barman
- Queenie Smith (VF : Lita Recio) : la cliente paniquée
- Robert Englund : le braqueur
- George Memmoli (en) (VF : Jacques Ciron) : le fétichiste des pieds
- Fred Willard (VF : Jean-Claude Balard) : l'interrogateur
- Kelly Wilder (VF : Évelyn Séléna) : Nancy Gaines
- Jason Wingreen (VF : Jean Michaud) : Jim Lang
- Dick Enberg (en) (VF : Jacques Thébault) : le speaker radio (non crédité)
- Lance Fuller (non crédité)